# بزرگراه آیت الله صدر
بزرگراه آیت الله محمدباقر صدر با نام پیشین بزرگراه دوگل و با شماره گذاری بزرگراهی بزرگراه ۳۲ تهران بزرگراهی در شمال‌شرق و شمال شهر تهران است که به‌صورت شرقی‌-غربی امتداد دارد. این بزرگراه دارای طول تقریبی ۷ کیلومتر است.
این بزرگراه در شرق از تقاطع بزرگراه‌های امام علی و بابایی آغاز می‌شود و در انتها به دوراهی بزرگراه مدرس و تونل نیایش ختم می‌شود.
این یک بزرگراه دوطبقه واقع در شمال شهر تهران می‌باشد که جهت شرقی‌-غربی دارد. در شمال این بزرگراه محله‌های اقدسیه، فرمانیه، کامرانیه، قیطریه، چیذر و الهیه و در جنوب آن محله‌های اختیاریه، قلهک و زرگنده واقع شده‌است. این بزرگراه از اتوبان امام علی از شرق آغاز و تا بزرگراه مدرس و تونل نیایش در غرب امتداد دارد. امتداد شرقی این بزرگراه به نام بزرگراه بابایی تغییرنام می‌دهد و از پارک جنگلی لویزان می‌گذرد و تا منتهی‌الیه شرقی تهران به‌پیش می‌رود.
این بزرگراه از ابتدای انقلاب تا سال ۱۳۶۹ تا تقاطع قیطریه (میدان پیروز) امتداد داشت، سپس در فاصله‌ سال ۱۳۶۷ تا ۱۳۷۲ با تکمیل عملیات اجرایی و ساخت سه زیرگذر به نام‌های کامرانیه، شهید دوقوز (دادبخش) و بلوار شهید دستواره (معصومی) و یک تقاطع غیر همسطح در خیابان پاسداران در خرداد ۱۳۷۲ به میدان نوبنیاد متصل گردید .

## بزرگراه طبقاتی صدر
در اواخر بهمن سال ۱۳۹۱ در امتداد انتهای غربی این بزرگراه در حوالی اطراف پل بزرگراه مدرس تونلی به طول ۷٫۵ کیلومتر به بهره‌برداری رسید که این تونل به صورت رفت و برگشت به بزرگراه نیایش و بزرگراه کردستان متصل شده‌است. این بزرگراه پس از ۳ سال فعالیت عمرانی در ۹ آذر ۱۳۹۲ دو طبقه شده و از ابتدای غربی این بزرگراه و ایجاد دسترسی به قیطریه (میدان پیروز) و کامرانیه پس از عبور بدون دسترسی از روی پل خیابان پاسداران (انتهای بزرگراه صدر و ابتدای بزرگراه شهید بابایی بسمت شرق) در تقاطع بزرگراه امام علی و بزرگراه شهید بابایی به نقطه انتهایی قسمت شرقی متصل گردیده‌است.سرمایه گذار و واردکننده تجهیزات  این مجموعه بابک زنجانی شرکت سورینت بود و پیمانکارانش قرارگاه خاتم انبیا سپاه و شهرداری تهران بود.

## تقاطع‌ها
| شرق به غرب              | شرق به غرب                      | شرق به غرب |
| ----------------------- | ------------------------------- | ---------- |
|                         | بزرگراه بابایی بزرگراه امام علی |            |
|                         | پل صدر                          |            |
|                         | بزرگراه صیاد شیرازی             |            |
| ایستگاه متروی نوبنیاد   |                                 |            |
| پل پاسداران             | خیابان پاسداران                 |            |
|                         | بلوار شهید دستواره (معصومی)     |            |
|                         | خیابان دیباجی                   |            |
| (شرق به غرب)            | پل صدر                          |            |
| میدان پیروز             | بلوار قیطریه                    |            |
|                         | خیابان بهار                     |            |
|                         | بلوار کاوه                      |            |
|                         | خیابان قلندری                   |            |
| دوربرگردان (شرق به شرق) |                                 |            |
|                         | خیابان شریعتی                   |            |
| دوربرگردان (غرب به غرب) |                                 |            |
|                         | تونل نیایش                      |            |
|                         | بزرگراه مدرس                    |            |
| غرب به شرق              |                                 |            |

## خطوط حمل و نقل عمومی
اولین خط اتوبوسرانی در این بزرگراه در سال ۱۳۶۶ با کد ۱۷ از میدان پیروز به میدان امام خمینی دایر شد و سپس در بهمن سال ۱۳۷۲ خط اتوبوس ۱۴۹ از میدان نوبنیاد به میدان هفتم تیر برقرار شد و به مرور زمان خطوط دیگری نظیر میدان نوبنیاد به متروی شهید حقانی و پایانه دستواره به پایانه شهید افشار دایر که پس از مدتی همگی این خطوط منحل یا در خطوط دیگر ادغام شدند.
هم‌اکنون این بزرگراه در ابتدای شرقی با ایستگاه متروی نوبنیاد و پایانه شهید دستواره در ابتدای بلوار شهید دستواره (معصومی) ارتباط دارد و خطوط اتوبوسرانی دایر در این بزرگراه به صورت ذیل مسافران را جابجا می‌نمایند:
- خط ۱۰۶ پایانه لاله به پایانه شهید افشار (پارک وی) در مسیر بلوار ارتش، بزرگراه‌های امام علی، شهید بابایی، نوبنیاد، بزرگراه صدر، بزرگراه مدرس
- خط ۳۸۷ میدان قدس به میدان رسالت در مسیر خیابان شریعتی، پل صدر، بزرگراه صدر ، بزرگراه امام علی، لویزان، شمس‌آباد، بزرگراه‌های امام علی و رسالت (فقط در مسیر رفت از بزرگراه صدر تردد دارد)[۳]

## نگارخانه

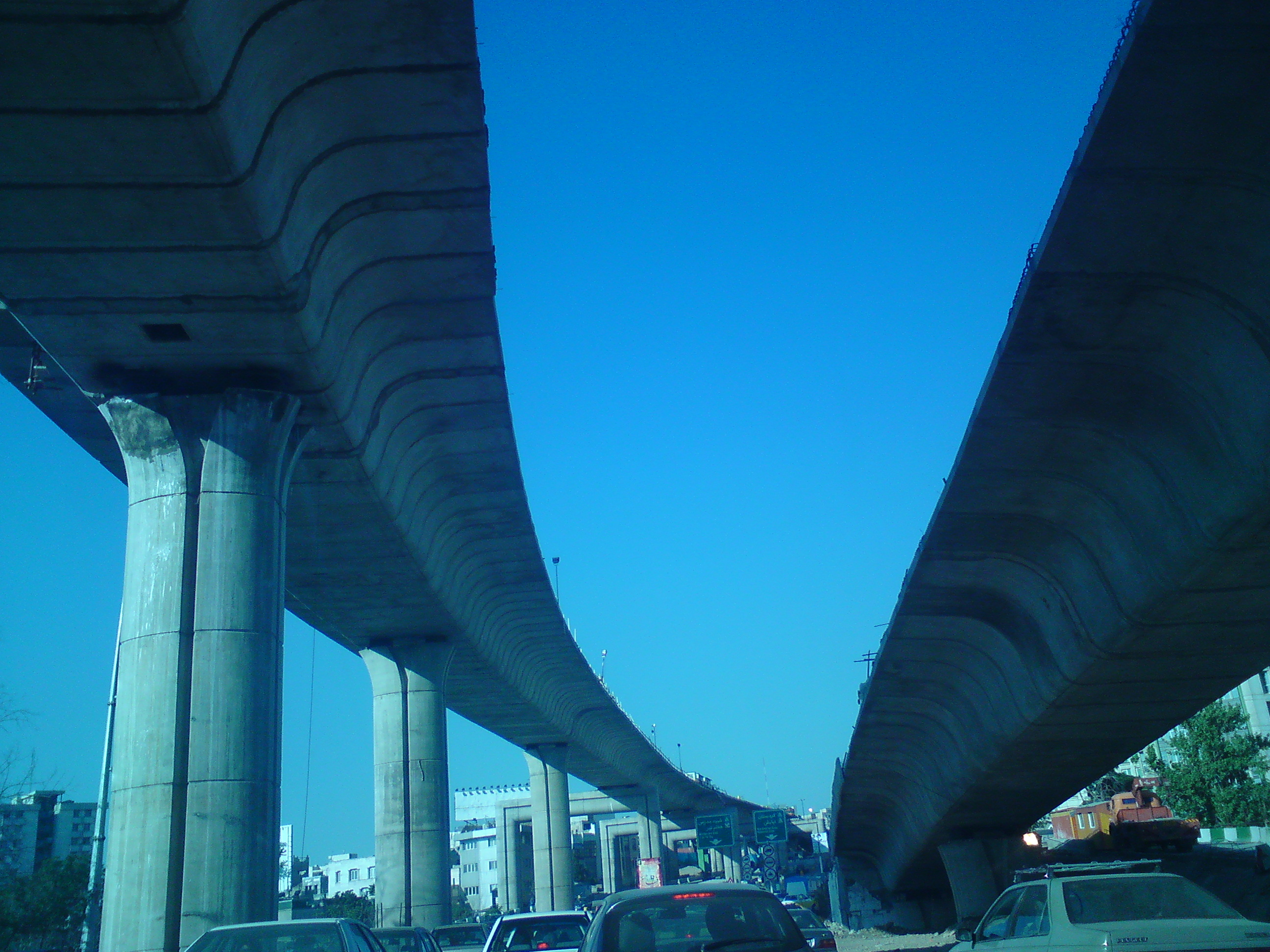
طبقه دوم بزرگراه در حال ساخت
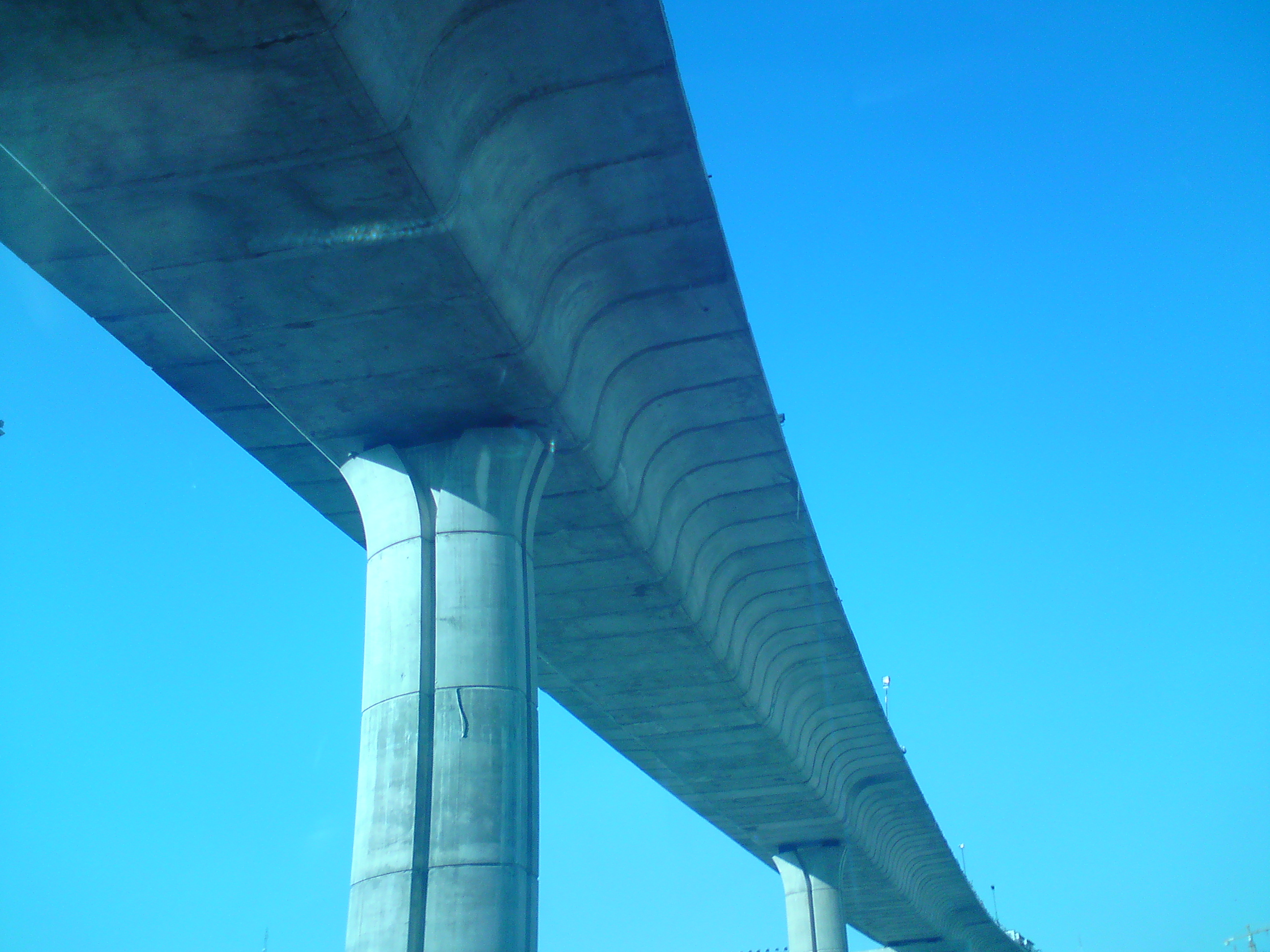
طبقه دوم بزرگراه در حال ساخت
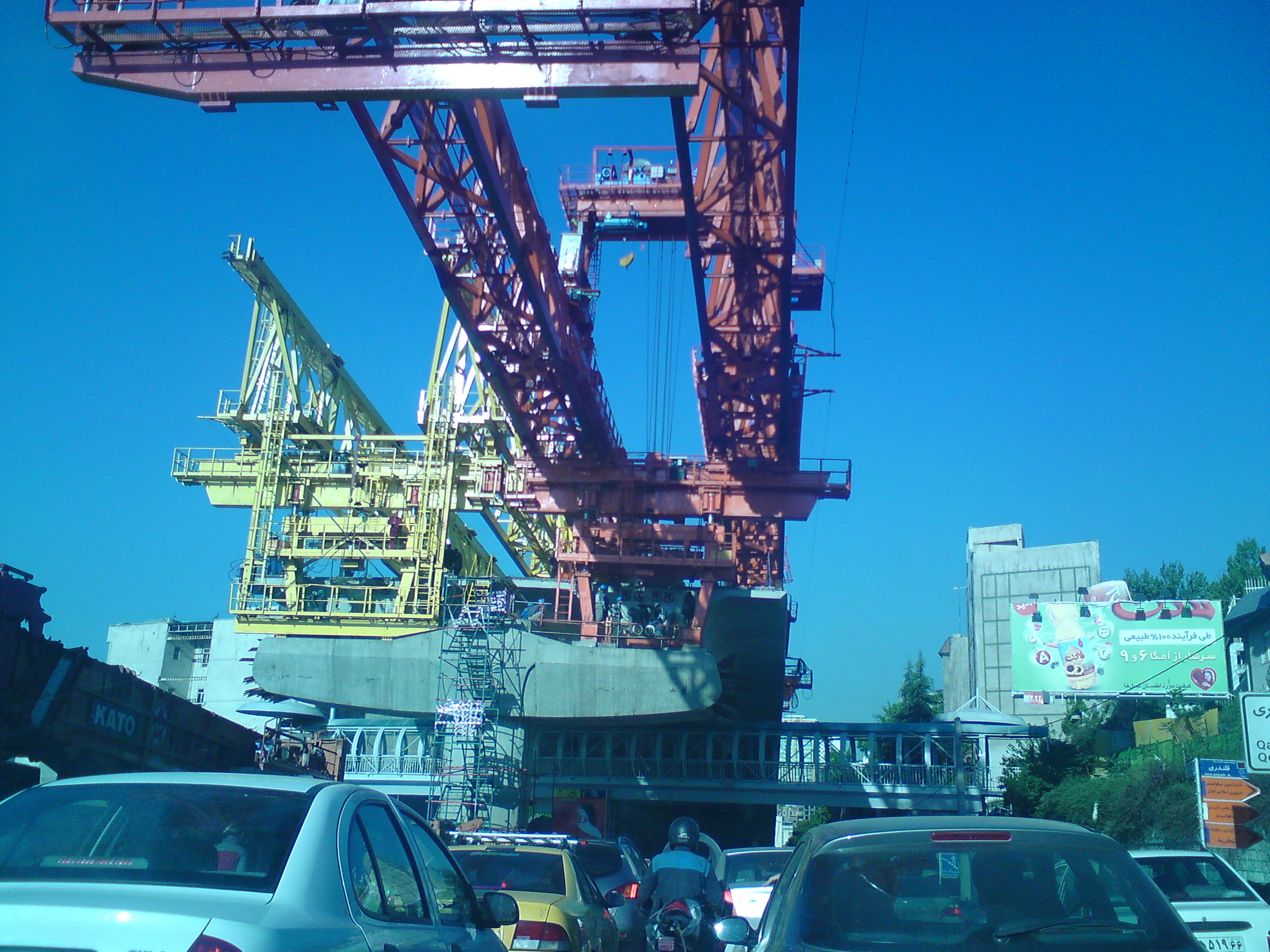
طبقه دوم بزرگراه در حال ساخت
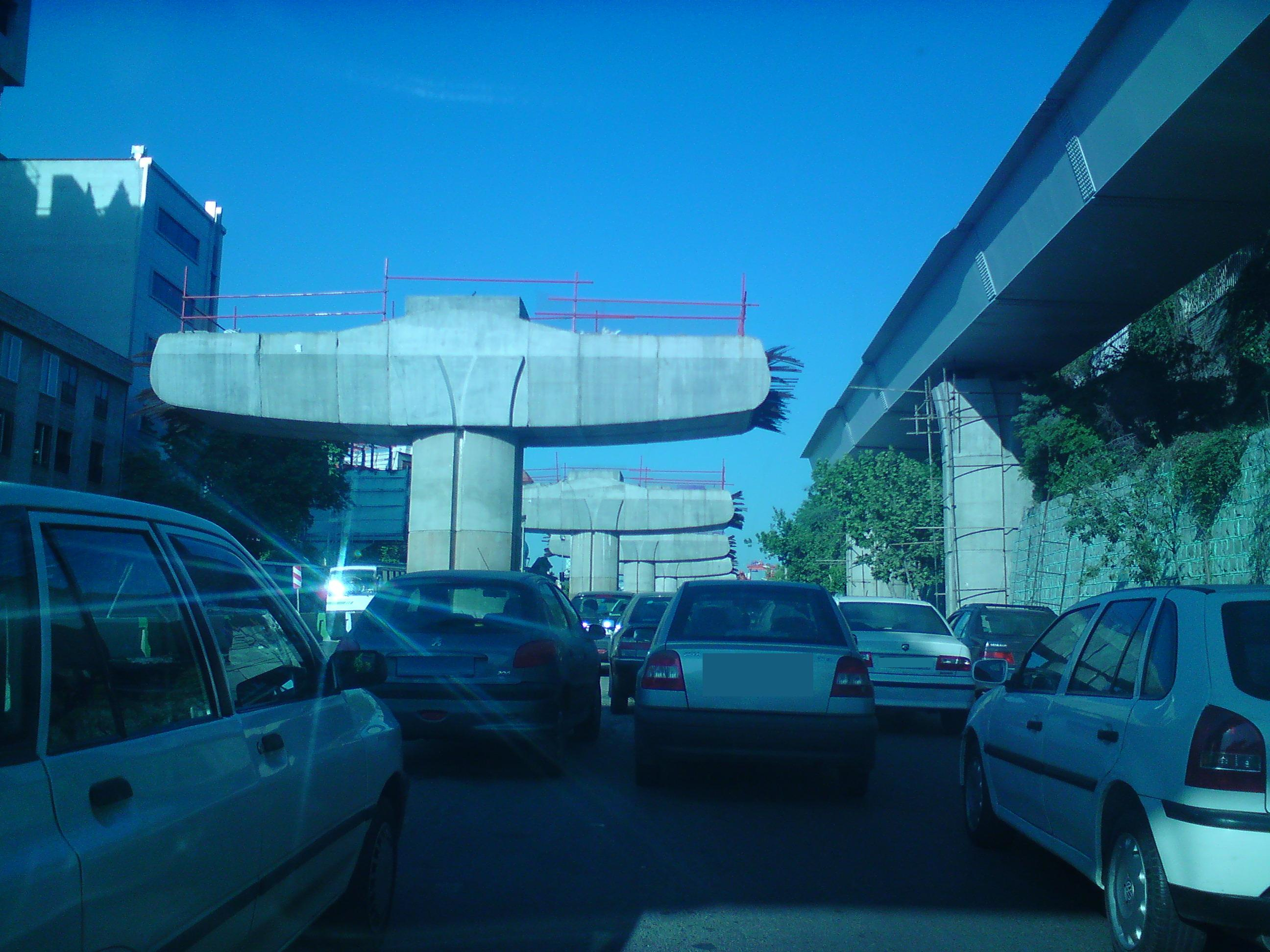
پایه‌های طبقه دوم بزرگراه (پیش از تکمیل بزرگراه)